# صيانة الحاسوب

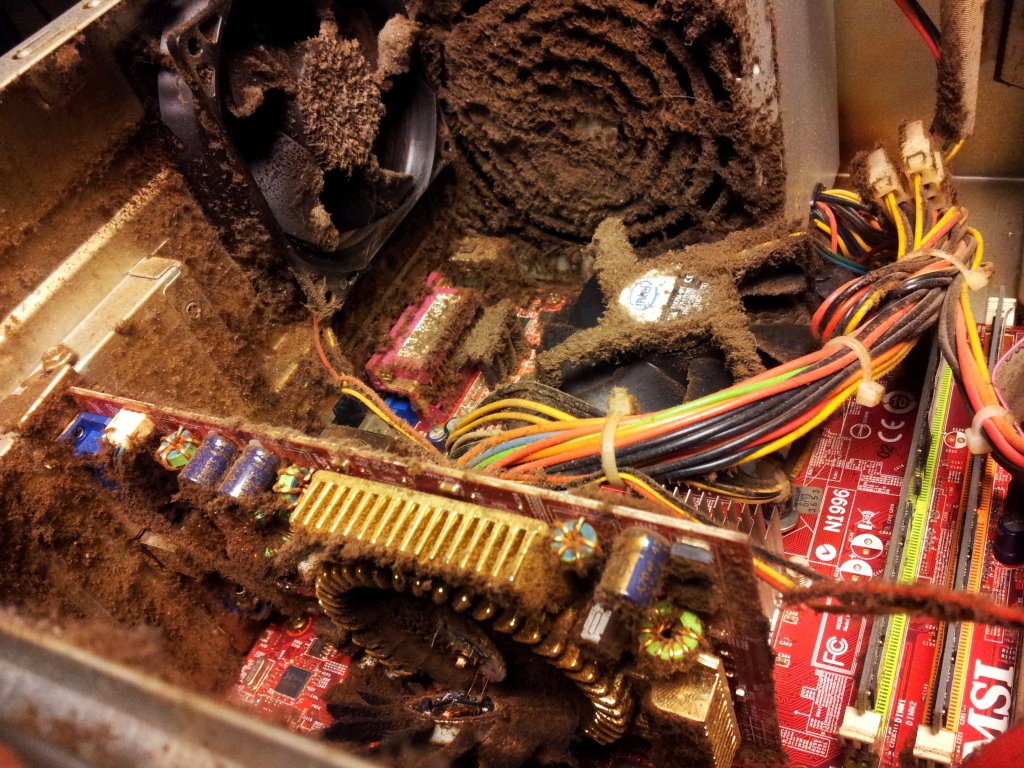
حاسوب متسخ من الداخل

إنَّ صيانة الحاسوب (بالإنجليزيّة: Computer Maintenance)، بشكل عام هي عمليّة دوريّة تضمن بقاء الحاسوب يعمل بالشكل المطلوب، كما أنّها تمنع حدوث أيّة مشاكل حرجة لاحقاً قد يتعرَّض لها الجهاز. تنقسم صيانة الحاسوب إلى قسمين: صيانة المكونات الصلبة في الحاسوب (بالإنجليزيّة: Hardware)، وصيانة برمجيات الحاسوب (بالإنجليزيّة: Software).
إنَّ صيانة الحاسوب تُعد عمليّة مُهمّة، فهي تُساعِد في الكشف المُبكِّر عن أيّة مشاكِل، كما أنّها تعمل على الكشف عن وجود الفيروسات أو البرامج غير مرغوبة والتي قد تضرّ الجهاز بشكلٍ كبير، بالإضافة لذلك، فالصيانة الدوريّة قد تؤدّي إلى التحسين من أداء الحاسوب، والتحسين من فاعليّة برمجيّاته.

## صيانة القرص الصلب
قد يختلّ تنظيم البيانات الموجودة على القرص الصلب (بالإنجليزيّة: Hard disk) مع مرور الوقت، أو قد تتعرَّض هذه البيانات إلى الفساد؛ وذلك لطبيعة عمل نظام التشغيل (بالإنجليزيّة: Operating System)، والذي يعمل على الدوام على تخزين الملفّات، وتنفيذ الأوامر، وتنظيم الذاكرة، وغير ذلك، وبالتالي فإنّه من الضروري العمل على صيانة القُرص الصلب دوريّاً لتصحيح هذه الاختلالات؛ وذلك عن طريق التالي:
- إجراء مسح (بالإنجليزية: Scan) للقُرص الصّلب وتصحيح الأخطاء إن وُجدت.
- إلغاء التجزئة للقرص الصلب (بالإنجليزيّة: Defragmentation).

في بعض الأحيان، قد يتعرَّض القُرص الصَّلب للتلف، وبالتالي يصعُب إصلاحه، فعند بدء ظهور أعراض تلف القُرص الصلب، فيُفضَّل إجراء نسخ إحطياتية (بالإنجليزيّة: Backup) للبيانات الموجودة عليه قبل فوات الأوان، ومن هذه الأعراض:
- انخفاض أداء الحاسوب بشكل عام، أو تجمُّده باستمرار.
- تعرُّض البيانات الموجودة عليه للتلف؛ أي تُصبح هذه البيانات غير صالحة للقراءة أو الاستعمال.
- الكشف عن القطاعات التالفة (بالإنجليزيّة: Bad sectors) عند إجراء مسح له.
- سماع أصوات غير اعتياديّة صادرة من الحاسوب، وخصوصاً الصوت الذي يُسمّى بالإنجليزيّة: (Click of death).

## صيانة نظام التشغيل
يُفضَّل بين الحين والآخر إزالة البرمجيّات غير المُستخدمة والملفّات المؤقّتة المُخزّنة على الجهاز، كما يُفضَّل عمل تحديث دوري لنظام التشغيل والبرمجيّات، وخصوصاً البرمجيّات المُضادّة للفيروسات (بالإنجليزيّة: AntiVirus)؛ وذلك لضمان بقاء الجهاز آمناً ويعمل بالكفاءة المطلوبة، كما ويُفضَّل عمل نَسِخ احتياطي للملفّات، ولا سيما المُهمّة منها بين الحين والآخر؛ وذلك لتفادي ضياع الملفّات في حال حصول حادِث ما.

## الصيانة الخارجيّة
يؤدّي تراكُم الغُبار مع الوقت في جهاز الحاسوب إلى ارتفاع درجة حرارته؛ ممّا قد يتسبَّب بتجمُّد الجهاز أثناء العمل أو حدوث أخطاء مُفاجئة، كما أنَّ أداءه قد ينخفض بشكل مُفاجئ خصوصاً بعد فترة من الاستعمال، وهذا كُلّه سوف يضُرّ بفعالية الجهاز مع مرور الوقت. لذلك؛ فيُنصَح بتنظيف الجهاز بشكلٍ دوري؛ وذلك عن طريق تنظيف الصندوق (بالإنجليزيّة: Case) من الداخل والخارج، بالإضافة لتنظيف الفأرة، ولوحة المفاتيح، والشاشة.